# Sint-Amelbergakerk (Zandhoven)

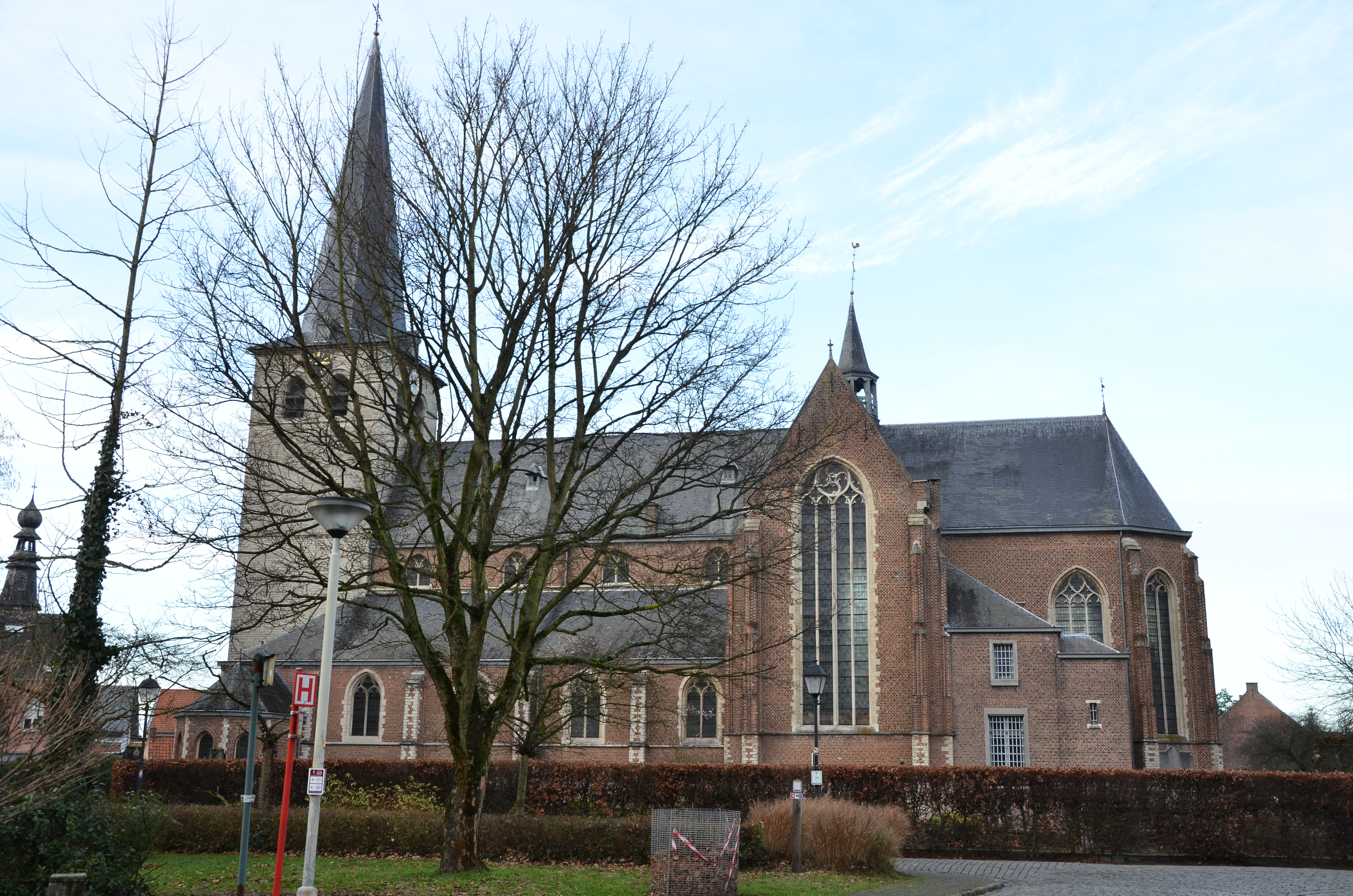
Sint-Amelbergakerk

De Sint-Amelbergakerk is de parochiekerk van de Antwerpse plaats Zandhoven, gelegen aan De Linden.

## Geschiedenis
De parochie zou in de 13e eeuw zijn gesticht. De gotische kerk is van begin 16e eeuw. In 1689 werd de toren verhoogd. De kerk werd verwoest in 1914 en in 1923-1924 herbouwd. In 1940 werd de kerk opnieuw verwoest. Hierna werd de kerk in vrijwel de oorspronkelijke stijl herbouwd.

## Gebouw
Het betreft een georiënteerde bakstenen kruisbasiliek met halfingebouwde westtoren. Deze is gebouwd in zandsteen. Deze toren heeft drie geledingen en een ingesnoerde naaldspits. Het koor is driezijdig afgesloten. Via een korfboogdeur kan men de kerk betreden. Boven de ingang bevindt zich een Sint-Amelbergabeeld in een nis.

## Interieur
De kerk bezit 17e- en 18e-eeuwse altaarstukken, namelijk: Calvarie met Maria Magdalena door Abraham van Diepenbeeck (1648) voor het hoofdaltaar, Maria door engelen gekroond door Theodoor Boeyermans (1660) voor het noordelijk zijaltaar en Sint-Amelberga weigert te trouwen met de zoon van Karel Martel door Charles Joseph Jean van der Sluyse (1792) voor het zuidelijk zijaltaar.
Er is een 13e-eeuws kruisbeeld, een beeld van Sint-Amelberga (1e helft 17e eeuw), een ecce homo (omstreeks 1700) en een Sint-Sebastiaan (18e eeuw).
Het hoofdaltaar door Servaes Cardon (1648) is in barokstijl. Het noordelijk en zuidelijk zijaltaar is van 1659 respectievelijk 1676. De preekstoel is van 1643. De biechtstoelen zijn uit het 3e kwart van de 18e eeuw. Er is een grafsteen in renaissancestijl uit 1560, van de schout Arnold van Liere.